# 张治银
张治银（1920年—2008年），男，河南新县人，中华人民共和国军事人物，曾任南京军区副参谋长，第四、五届全国人大代表。